# André Gigaux
André Gigaux, né le 31 janvier 1753 à Saint-Liguaire (Poitou), mort le 28 février 1817 à Hondschoote (Nord), est un général de brigade de la Révolution française.

## États de service
André Gigaux est le fils d'Abraham Gigaux, fermier de l'abbaye de Saint-Liguaire, et de Jeanne Christin. Il épouse Marie Barbe Sabrié dit Naudy, veuve de Bernard Pierre Coppens d'Hondschoote.
Il entre en service le 15 mars 1768 au régiment de Vintimille, il devient caporal le 20 février 1770, et sergent le 27 août 1770. Le 11 novembre 1774, il est fait sergent-major, adjudant le 11 juin 1776, sous-lieutenant le 11 juin 1784, et lieutenant le 3 octobre 1785.
Il est nommé adjudant major le 1er mars 1791, et capitaine des grenadiers au 49e régiment d’infanterie le 15 septembre de la même année. En 1792, un boulet le blesse au genou le rendant légèrement boiteux. Le 8 mars 1793, il est fait lieutenant-colonel au 5e régiment d’infanterie.
Il est promu général de brigade provisoire le 15 septembre 1793, commandant à Bergues et à Hondschoote, il est confirmé dans son grade le 30 septembre 1793, et il est suspendu le 7 mars 1794.
Il est autorisé à prendre sa retraite le 19 juillet 1795, il est admis à la solde de retraite le 13 mai 1800. Il devient maire de Hondschoote en 1804, et il est fait chevalier de Saint-Louis.
En 1808, il est président du collège électoral pour l'arrondissement de Dunkerque.

## Sources
- (en) « Generals Who Served in the French Army during the Period 1789 - 1814: Eberle to Exelmans »
- Docteur Robinet, Jean-François Eugène et J. Le Chapelain, Dictionnaire historique et biographique de la révolution et de l'empire, 1789-1815, volume 2, Librairie Historique de la révolution et de l’empire, 886 p. (lire en ligne), p. 45.
- Étienne Charavay, Correspondance général de Carnot, tome 3, imprimerie nationale, 1897.